# Erste Bank Open 2017
Erste Bank Open 500 2017 byl tenisový turnaj pořádaný jako součást mužského okruhu ATP World Tour, který se odehrával na krytých dvorcích s tvrdým povrchem Rebound Ace v komplexu Wiener Stadthalle. Konal se mezi 23. až 29. říjnem 2017 v rakouské metropoli Vídni jako čtyřicátý třetí ročník turnaje.
Turnaj s celkovým rozpočtem 2 621 850 eur potřetí patřil do kategorie ATP World Tour 500. Nejvýše nasazeným hráčem ve dvouhře se stal pátý tenista světa Alexander Zverev z Německa. Jako poslední přímý účastník do hlavní singlové soutěže nastoupil bosenský 55. hráč žebříčku Damir Džumhur, kterého ve druhém kole vyřadil Francouz Jo-Wilfried Tsonga.
Čtvrtou kariérní trofej z dvouhry ATP Tour vybojoval 23letý Francouz Lucas Pouille, jenž si tak odvezl první titul z kategorie ATP 500. Druhou společnou trofej ze čtyřhry získali členové indicko-uruguayského páru Rohan Bopanna a Pablo Cuevas, kteří ve finále odvrátili dva mečboly.

## Distribuce bodů a finančních odměn

### Distribuce bodů
| Soutěž  | vítězové | finalisté | semifinalisté | čtvrtfinalisté | 16 v kole | 32 v kole | Q  | Q2 | Q1 |
| ------- | -------- | --------- | ------------- | -------------- | --------- | --------- | -- | -- | -- |
| dvouhra | 500      | 300       | 180           | 90             | 45        | 0         | 20 | 10 | 0  |
| čtyřhra | 500      | 300       | 180           | 90             | 0         | —         | —  | —  | —  |

### Finanční odměny
| Soutěž                   | vítězové | finalisté | semifinalisté | čtvrtfinalisté | 16 v kole | 32 v kole | Q2     | Q1     |
| ------------------------ | -------- | --------- | ------------- | -------------- | --------- | --------- | ------ | ------ |
| dvouhra                  | €438 505 | €214 980  | €108 175      | €55 010        | €28 570   | €15 070   | €3 335 | €1 700 |
| čtyřhra                  | €132 030 | €64 640   | €32 420       | €16 640        | €8 600    | —         | —      | —      |
| ve čtyřhře částky na pár |          |           |               |                |           |           |        |        |

## Dvouhra

### Nasazení hráčů
| Země                          | Hráč                | ATP | Nasazení |
| ----------------------------- | ------------------- | --- | -------- |
| Německo                       | Alexander Zverev    | 5.  | 1.       |
| Rakousko                      | Dominic Thiem       | 6.  | 2.       |
| Bulharsko                     | Grigor Dimitrov     | 8.  | 3.       |
| Španělsko                     | Pablo Carreño Busta | 11. | 4.       |
| USA                           | John Isner          | 13  | 5        |
| USA                           | Sam Querrey         | 14. | 6.       |
| Jižní Afrika                  | Kevin Anderson      | 16. | 7.       |
| Francie                       | Jo-Wilfried Tsonga  | 17. | 8.       |
| Žebříček ATP k 16. říjnu 2017 |                     |     |          |

### Jiné formy účasti na turnaji
Následující hráči obdrželi divokou kartu do hlavní soutěže:
- Ernests Gulbis
- Sebastian Ofner

Následující hráč obdržel zvláštní výjimku:
- Ričardas Berankis

Následující hráči postoupili z kvalifikace:
- Guillermo García-López
- Pierre-Hugues Herbert
- Dennis Novak
- Guido Pella

Následující hráči postoupili z kvalifikace jako tzv. šťastný poražený:
- Thomas Fabbiano

### Odhlášení
před začátkem turnaje
- Tomáš Berdych → nahradil jej  Kyle Edmund
- Grigor Dimitrov → nahradil jej  Thomas Fabbiano
- Ivo Karlović → nahradil jej  Damir Džumhur
- Gaël Monfils → nahradil jej  Andrej Rubljov
- Milos Raonic → nahradil jej  Philipp Kohlschreiber

## Čtyřhra

### Nasazení párů
| Země                                                                      | Hráč              | Země     | Hráč         | ATP | Nasazení |
| ------------------------------------------------------------------------- | ----------------- | -------- | ------------ | --- | -------- |
| Polsko                                                                    | Łukasz Kubot      | Brazílie | Marcelo Melo | 7.  | 1.       |
| USA                                                                       | Bob Bryan         | USA      | Mike Bryan   | 14. | 2.       |
| Spojené království                                                        | Jamie Murray      | Brazílie | Bruno Soares | 19. | 3.       |
| Nizozemsko                                                                | Jean-Julien Rojer | Rumunsko | Horia Tecău  | 23. | 4.       |
| Žebříček ATP k 16. říjnu 2017; číslo je součtem postavení obou členů páru |                   |          |              |     |          |

### Jiné formy účasti
Následující páry obdržely divokou kartu do hlavní soutěže:
- Philipp Kohlschreiber /  Max Mirnyj
- Philipp Oswald /  Alexander Peya

Následující pár postoupil do čtyřhry z kvalifikace:
- Pablo Carreño Busta /  David Marrero

## Přehled finále

### Mužská dvouhra
- Lucas Pouille vs.  Jo-Wilfried Tsonga, 6–1, 6–4

### Mužská čtyřhra
- Rohan Bopanna /  Pablo Cuevas vs.  Marcelo Demoliner /  Sam Querrey, 7–6(9–7), 6–7(4–7), [11–9]